# La Forêt d'argent (téléfilm)
Pour les articles homonymes, voir La Forêt d'argent.
Pour plus de détails, voir Fiche technique et Distribution.
La Forêt d'argent est un téléfilm français réalisé par Emmanuel Bourdieu et diffusé le 15 novembre 2019 sur Arte.

## Synopsis
David, cadre supérieur à la Banque européenne de développement à bout de souffle, se voit confier un contrat important concernant la modernisation des infrastructures routières roumaines. Il propose à la nounou roumaine de son fils, Roxana de lui servir d'interprète.

## Fiche technique
- Réalisateur : Emmanuel Bourdieu
- Scénario : Emmanuel Bourdieu d'après le roman Kidnapping de Gaspard Koenig
- Photographie : Marie Spencer
- Montage : Benoît Quinon
- Musique : Grégoire Hetzel
- Producteur : Hélène Delale, Paul Rozenberg
- Sociétés de production : Italique Productions, Zadig Productions, Arte
- Genre : Drame
- Durée : 90 minutes
- Date de première diffusion : 15 novembre 2019 sur Arte

## Distribution
- Nicolas Duvauchelle : David
- Marina Palii : Roxana
- Julia Faure : Elizabeth
- Albert Carpentier : Georges
- Dominique Reymond : Valeria
- Dorel Toderici : chauffeur de bus
- Alexandru Mihaescu : interprète
- Ioana Visalon : mère Anastasia
- Claire Cahen : Caroline, assistante de Valéria

## Production
Le téléfilm est une adaptation du roman Kidnapping de Gaspard Koenig publié en 2016. L'auteur a accepté l'adaptation de son œuvre pour la télévision à la condition que le tournage se déroule en partie en Roumanie. La promesse fut respectée et les caméras d'Emmanuel Bourdieu tournèrent les premières scènes en Roumanie du 26 octobre au 1er novembre 2018, avant de partir pour l'Alsace du 21 novembre au 13 décembre 2018.

## Accueil critique
Le Monde parle d'un « téléfilm français plutôt réussi » : « Emmanuel Bourdieu filme ses personnages avec tendresse et impose des silences qu’aucune bande-son trop envahissante ne vient troubler – phénomène devenu rare dans les fictions télévisées ». Moustique parle d'un « téléfilm haletant » et salue la prestation de Marina Palii, « véritable révélation, l'actrice roumaine crève l'écran ». Pour Le Figaro, « ce téléfilm brasse une foule de thèmes passionnants et complexes : l’opposition entre le développement économique et la tradition, les arcanes de la bureaucratie bruxelloise, les rivalités qui minent les institutions européennes ou l’immigration venue de l’Est ».